# Zvi Zamir
Pour les articles homonymes, voir Zamir.
Zvi Zamir (en hébreu : צבי זמיר), né Cvika Zarzevski le 3 mars 1925 à Łódź (Pologne) et mort le 2 janvier 2024 à Tel Aviv (Israël), est un général (alouf) israélien, directeur général du Mossad durant les opérations du commando de Septembre noir. 
Il commandite les représailles des services secrets israéliens contre les preneurs d'otages de Munich en 1972, connues sous le nom d'opération Colère de Dieu.

## Biographie

### Mort
Zvi Zamir meurt à Tel Aviv le 2 janvier 2024à l'âge de 98 ans.

## Filmographie
Zvi Zamir est interprété par Ami Weinberg dans le film de Steven Spielberg, Munich (sorti en 2005), par Ori Pfeffer dans le film L'Ange du Mossad (sorti en 2018), réalisé par Ariel Vromen, et par Rotem Keinan dans le film Golda.